# Le Cavalier riant
Le Cavalier riant (en anglais : The Laughing Cavalier), parfois désigné en français sous le titre Le Cavalier souriant, est un portrait réalisé par le peintre néerlandais Frans Hals en 1624. Depuis 1901, le tableau est conservé à la Wallace Collection de Londres. Exécuté durant la période baroque, ce portrait est généralement considéré comme l’un des chefs-d’œuvre du genre.

## Description
Le portrait, d’une hauteur de 83 cm, sur 67 cm de largeur, est celui d’un patricien, âgé de 26 ans au moment de la réalisation du tableau, si du moins on en croit l’inscription figurant sur celui-ci. Il est debout, cadré à mi-corps, et représenté sur un fond de couleur grisâtre, uni, dépourvu d’élément décoratif, sur lequel son ombre seulement se distingue. Il a le corps de trois-quarts tourné vers la gauche et sa tête et son regard sont dirigés vers le spectateur.
Il est coiffé d’un large chapeau mou noir, dissimulant en grande partie ses cheveux roux légèrement bouclés. Son visage est animé d’une expression mi-amusée mi-dédaigneuse. Il a les lèvres minces légèrement pincées entre une barbichette et une paire de grandes moustaches fièrement retroussées. Le regard qu’il adresse au spectateur est vif et pétillant, et s'y perçoit une légère ironie.
Le sujet, qui a sa main gauche appuyée sur la hanche, porte une veste fastueuse aux couleurs chatoyantes, brodées de motifs mystérieux, et couverte à son cou par une large collerette en dentelle blanche de point coupé. Ses mains sont entièrement dissimulées par de larges manchettes, de dentelles blanches également. Une écharpe noire, longue et large, passée par-dessus son épaule gauche, vient lui ceindre le haut de la taille.

## Composition et technique
Le sujet est représenté en légère contreplongée, ce qui contribue à lui donner de la prestance. Par la composition, le peintre est parvenu à libérer le personnage de l’aspect statique que l’on retrouve fréquemment dans d’autres portraits. Le personnage semble échapper à l’espace confiné que constitue le support rectangulaire sur lequel il est représenté, du fait qu’aucune des lignes directrices n’est parallèle aux bords du tableau ; il donne en outre l’impression d’être poussé hors du cadre de celui-ci, vers la gauche, par son bras replié et son ombre très nette.
Le portrait surprend, en dépit et au-delà de son antiquité, par une expressivité qui, de loin, apparaît comme quasiment « photographique ». Les couleurs chatoyantes, les différentes textures et les détails variés du costume sont par ailleurs saisis de façon brillante. Un jaune superbe s'harmonise avec des tons bizarres allant du rouge fauve au brun clair. Le noir soutenu du chapeau et de l’écharpe contraste avec le blanc éclatant du col. Si l’on se rapproche du tableau, cependant, celui-ci étonne plus encore par sa technique, qui relève de la bravoure. Les motifs exubérants du costume que, de prime abord, on s’imaginait être le fruit d’un travail long et minutieux, sont en réalité exécutés par le moyen de rapides coups de pinceau.

## La question du titre et de l’identité du personnage représenté
Le titre sous lequel le portrait est connu aujourd’hui fut forgé entre 1875 et 1888 ; cependant, comme on a souvent pu le faire remarquer, ce Cavalier riant n’est pas plus un cavalier qu’il ne rit. Au moment où il fut acquis par le marquis de Hertford en 1865, le tableau était simplement désigné sous le nom de Portrait d’un jeune homme.
On ignore l’identité du personnage représenté. Le seul élément biographique dont on dispose à son sujet est qu’il serait né vers 1598, au vu de l’inscription figurant dans le coin supérieur droit du tableau « ÆTA SVÆ 26/A°1624 » – abrégé du latin « ætatis suæ 26, anno 1624 » – signifiant qu’il était âgé de 26 ans en 1624, date de réalisation du portrait.

## Le mystère de la manche du Cavalier riant

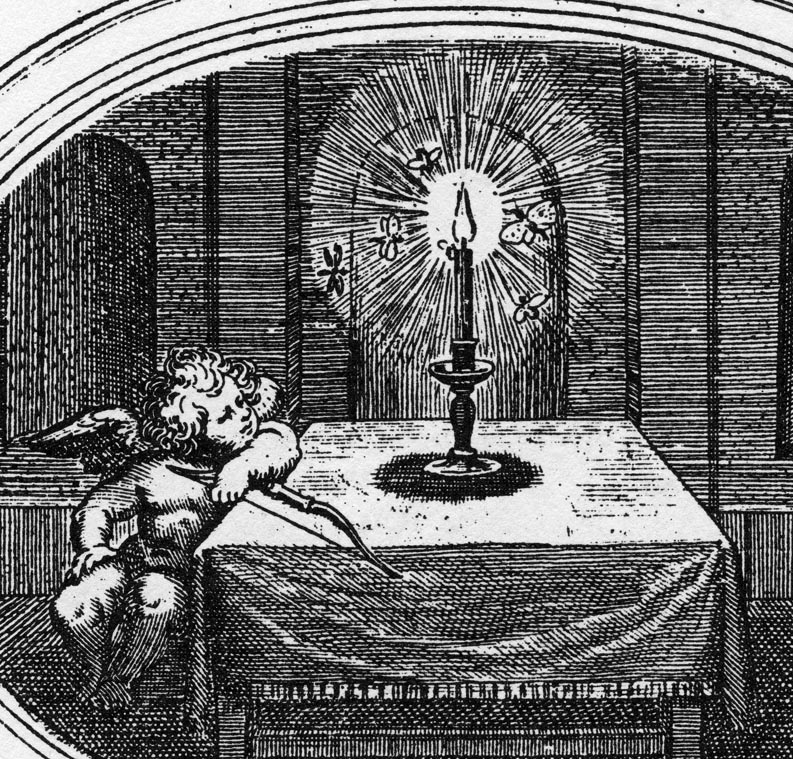
« Brevis et damnosa voluptas » (« Pour un plaisir mille douleurs »). Détail d'une gravure extraite du livre d'emblèmes Amorum emblemata, publié par Otto Vaenius à Anvers en 1608.

La manche de la veste du Cavalier présente une série de motifs dont certains se retrouvent dans des livres d’emblèmes, particulièrement en vogue aux XVIe et XVIIe siècles, dans lesquels ces éléments symbolisent les blessures et les plaisirs amoureux. Ces motifs laissent penser que le portrait fut peut-être réalisé à l’occasion de fiançailles.

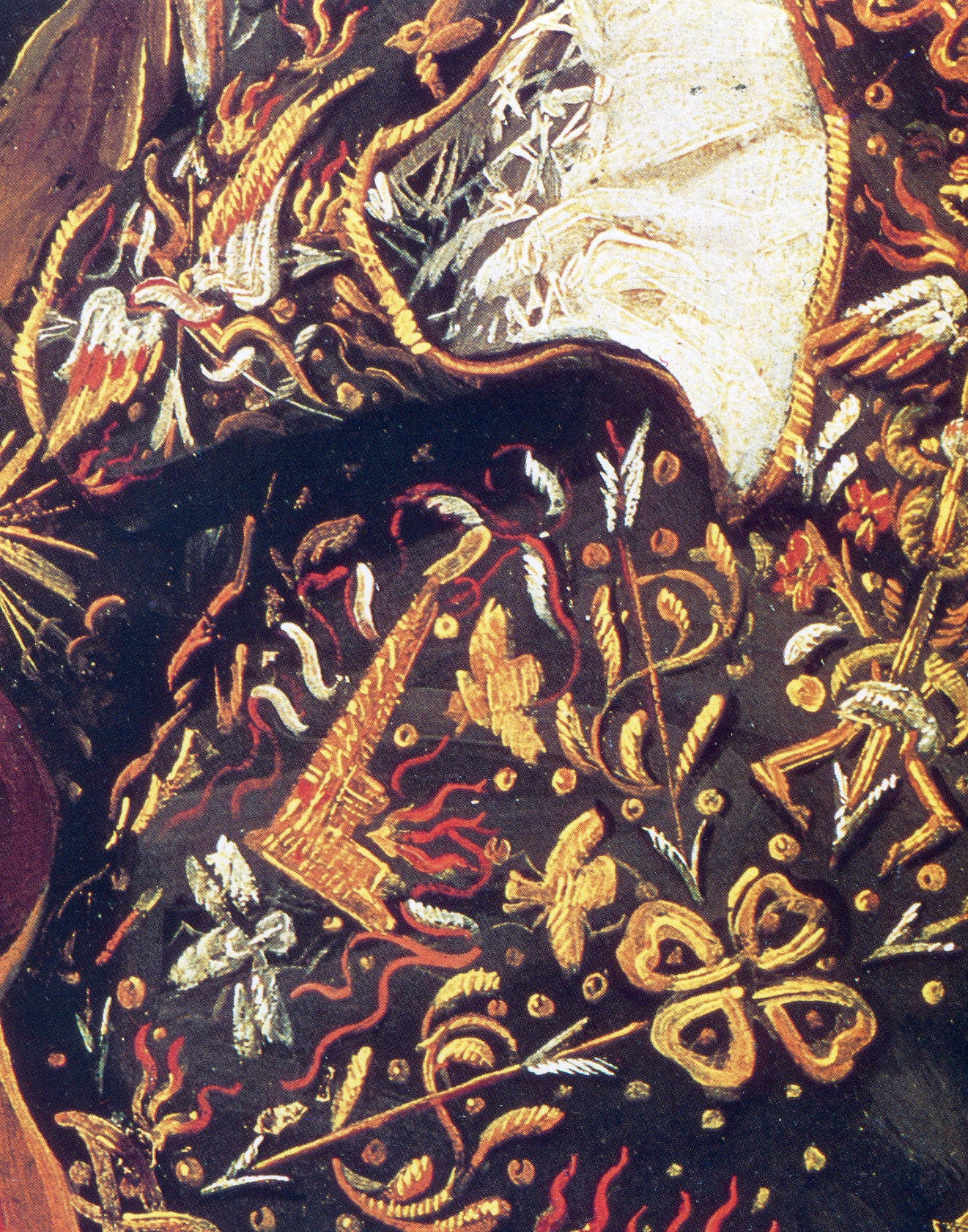
Détail de la manche du Cavalier riant.

Ceux-ci intriguent du fait qu'ils semblent ne pas être choisis ni être répartis sur la partie visible du vêtement de façon aléatoire. Au niveau de l'avant-bras, ce qui ressemble à un trèfle à quatre feuilles, ou quatre cœurs affrontés, est entouré, de la gauche vers la droite : d'un bâton empenné, surmonté de deux triples flammes et partant du « trèfle » ; d'une corne d'abondance dont sortent cinq flammes ; d'une flèche empennée partant également du « trèfle » vers une autre triple flamme ; d'une curieuse forme (une tour ?) enflammée autour de laquelle volent trois insectes ;– l'un a quatre ailes et blanc, les deux autres à deux ailes et jaunes (des abeilles ?) ;– ; d'une autre flèche empennée tournée cette fois-ci vers le « trèfle » ; d'un caducée (attribut du dieu romain Mercure) un peu particulier : ailé, casqué à son sommet et terminé par un trident avec en son centre une pointe de flèche ;– le caducée est en outre entouré de deux triples flammes entre le casque et les ailes, et de quatre fleurs rouges à sa base, et est surmonté d'un autre « trèfle » (cœurs) couronné de trois triples flammes ; enfin, une dernière flèche, orientée de la même manière que la précédente, mais sans penne. Sur le haut de la manche figurent en outre une étoile ou une rosace, ainsi qu'un arc ailé ;– dont les ailes sont inversées l'une par rapport à l'autre ;– croisé de deux flèches empennées.
L'ensemble constitué par ces motifs a peut-être une signification plus précise, en rapport avec les tourments de l'amour. C'est d'ailleurs ce tableau mystérieux (tableau dans le tableau) que le Cavalier paraît arborer avec tant de fierté. Toutefois, des emblèmes de ce genre étaient très fréquemment utilisés comme éléments, en partie décoratifs, à l'époque de Frans Hals. Certains, également, ont pu espérer trouver dans ces symboles des pistes permettant d'identifier le personnage représenté, mais leurs recherches sont demeurées vaines jusqu'à présent.

## Histoire du tableau et expositions
Le 29 mars 1776, le portrait figure dans la vente de Joan Hendrik Van Heemskerk, à La Haye, où un dénommé Pierre Locquet l’achète 180 florins. Locquet le revend à Amsterdam le 22 septembre 1783 contre 247 florins ; l’acquéreur est un dénommé Fouquet. Le 11 juin 1800, le Cavalier est mis en vente à Amsterdam par Jan Gildemeester Jansz. ; un dénommé Achtienhoven l’acquiert pour 300 florins. Il se retrouve ensuite, le 13 mai 1822, à la vente Josephus Augustinus Brentano, à Amsterdam, et un certain De Vries le paye 80 livres pour le comte de Pourtalès.
Richard Seymour-Conwey, 4e marquis de Hertford, et le père de Richard Wallace, entre en sa possession lors de la vente du comte de Pourtalès-Gorgier, qui a lieu le 27 mars 1865, à Paris ; la somme déboursée s’élève alors à 50 000 francs.
Après avoir été présenté en 1888 lors de l’exposition d’hiver à la Royal Academy de Londres, le Cavalier riant trouve enfin sa place, en 1901, dans la même ville, parmi les œuvres de la Wallace Collection, où il se pavane encore fièrement aujourd’hui,.

## Dans la culture populaire
- Le Cavalier riant est le principal protagoniste d’un roman d’aventure écrit par l’écrivain britannique d’origine hongroise la Baronne Orczy. Le livre fut publié pour la première fois en Grande-Bretagne, sous le titre The Laughing Cavalier, par l’éditeur Hodder & Stoughton en 1913. Dans ce livre, l’auteur imagine que le cavalier inconnu de Hals s’appelle en réalité Diogenes, et lui fait vivre toutes sortes d’aventures.
- Dans les années 1930, une représentation détournée du Cavalier riant de Hals, le montrant en train de déguster une chope, était pour la première fois utilisée comme logo par la brasserie écossaise McEwan's (société créée en 1856 à Édimbourg). Le logo est resté inchangé jusqu'à aujourd'hui[5].
- Donald Duck apparaît sous les traits du Cavalier riant dans le film d’animation produit par les studios Disney Le Dragon récalcitrant (The Reluctant Dragon), sorti en 1941.
- Laughing Cavalier est le titre du premier album du groupe de pop belge The Wallace Collection, sorti sous le label EMI en 1969. Même si rien sur la pochette ne semble l'indiquer, la référence au tableau est évidente, étant donné que le groupe a choisi comme nom celui du musée où l'œuvre est conservée. Sur cet album figure une chanson du même titre, ainsi que le « tube » du groupe : Daydream.